# Голови уряду Іспанії

Штандарт Голови уряду Іспанії

Голова уряду (ісп. Presidente del Gobierno) — голова Уряду Іспанії. Він обирається Конгресом депутатів, нижньою палатою іспанського парламенту, за допомогою процедури Суперечка про посаду (ісп. Debate de Investidura), і потім затверджується королем. Резиденцією і місцем знаходження Уряду з 1977 року є палац Монклоа у Мадриді.

## Вибори
Вибори Голови уряду проводяться шляхом непрямих виборів, членами законодавчої влади. Відразу після виборів у законодавчу владу, які проходять кожні чотири роки, лідер партії, що перемогла або лідер найбільшої коаліції зазвичай пропонується королем на пост Голови уряду і обирається Конгресом депутатів. Заступник голови уряду призначається королем за поданням голови уряду.

## Вступ на посаду
Після схвалення кандидата більшістю у Конгресі депутатів і отримання згоди короля проводиться церемонія вступу на посаду. Церемонія проводиться у Залі аудієнцій (ісп. Salón de Audiencias) палацу Сарсуела у присутності короля Іспанії і головного секретаря Королівства (міністра юстиції). Під час церемонії майбутній голова уряду вимовляє клятву:
«Juro por mi conciencia y honor cumplir fielmente las obligaciones del cargo de Presidente del Gobierno con lealtad al Rey para guardar y hacer guardar la Constitución, como norma fundamental del Estado, así como mantener el secreto las deliberaciones del consejo de ministros»
Переклад: «Клянусь моєю совістю і честю віддано і з вірністю до Короля виконувати обов'язки Голови уряду, дотримуючись і змушуючи дотримуватися Конституції, фундаментальний закон держави, а також зберігати у секреті обговорення ради міністрів»

## Голови уряду Іспанії (з 1977 до наших днів)
| Легіслатура | Початкова дата  | Кінцева дата    | Ім'я                                             | Партія |
| ----------- | --------------- | --------------- | ------------------------------------------------ | ------ |
| Установча   | 15 червня 1977  | 1 березня 1979  | Адольфо Суарес                                   | UCD    |
| I           | 1 березня 1979  | 28 жовтня 1982  | Адольфо Суарес Леопольдо Кальво-Сотело і Бустело | UCD    |
| II          | 28 жовтня 1982  | 22 червня 1986  | Феліпе Гонсалес                                  | PSOE   |
| III         | 22 червня 1986  | 29 жовтня 1989  | Феліпе Гонсалес                                  | PSOE   |
| IV          | 29 жовтня 1989  | 6 червня 1993   | Феліпе Гонсалес                                  | PSOE   |
| V           | 6 червня 1993   | 3 березня 1996  | Феліпе Гонсалес                                  | PSOE   |
| VI          | 3 березня 1996  | 12 березня 2000 | Хосе Марія Аснар                                 | PP     |
| VII         | 12 березня 2000 | 14 березня 2004 | Хосе Марія Аснар                                 | PP     |
| VIII        | 14 березня 2004 | 21 грудня 2011  | Хосе Луїс Родрігес Сапатеро                      | PSOE   |
| IX          | 21 грудня 2011  | 1 червня 2018   | Маріано Рахой Брей                               | PP     |
| X           | 1 червня 2018   | нині на посаді  | Педро Санчес                                     | PSOE   |